# DUF1220
DUF1220 es una proteína de dominio de función desconocida que mostró un incremento en el número de copias de (HLS)  y puede ser importante para la evolución del cerebro humano. El número de copias del dominio DUF1220 aumenta generalmente como función de una especie evolutiva próxima a humanos. DUF1220 es más alto en humanos (encima 270, con alguna persona-a-variaciones de persona). Y muestra el más grande HLS aumento en número de copia (un adicional 160 copias) de cualquier región de codificación de la proteína en el genoma humano.